# Aéroport Haluoleo
Pour les articles homonymes, voir KDI.
L'aéroport Haluoleo (anciennement aéroport Wolter Monginsidi) est un aéroport desservant la ville de Kendari, dans la province de Sulawesi du Sud-Est, en Indonésie (code IATA : KDI • code OACI : WAWW). L'aéroport portait auparavant le nom de Robert Wolter Monginsidi, un héros national Indonésien exécuté par les Hollandais lors de la Révolution nationale indonésienne. Le 13 février 2010, l'aéroport prend le nom du 6e sultan de Buton, Halu Oleo. Le nouveau terminal est ouvert depuis le 6 avril 2012.

## Expansions
En 2011, le tarmac passe de 195x91 mètres carrés à 234x113 mètres carrés. La piste est passée de 2 250 mètres à 2 500 mètres en 2012.

## Compagnies aériennes et destinations
| Compagnies                         | Destinations                                                       |
| ---------------------------------- | ------------------------------------------------------------------ |
| Aviastar                           | Bua (en), Raha, Selayar (en), Tana Toraja (en)                     |
| Batik Air                          | Djakarta-S.-Hatta, Makassar-Sultan-Hasanuddin                      |
| Citilink                           | Makassar-Sultan-Hasanuddin                                         |
| Garuda Indonesia                   | Djakarta-S.-Hatta, Makassar-Sultan-Hasanuddin                      |
| Garuda Indonesia opéré par Explore | Bau-Bau (Betoambari),                                              |
| Lion Air                           | Djakarta-S.-Hatta, Makassar-Sultan-Hasanuddin, Surabaya-Juanda     |
| Sabang Merauke Raya Air Charter    | Bua (en), Tana Toraja (en)                                         |
| Sriwijaya Air                      | Makassar-Sultan-Hasanuddin                                         |
| Susi Air                           | Selayar (en)                                                       |
| Wings Air                          | Ambon-Pattimura, Bau-Bau (Betoambari), Makassar-Sultan-Hasanuddin, |

Édité le 01/03/2018